# Jewgeni Iljitsch Ostaschew
Jewgeni Iljitsch Ostaschew (russisch Евгений Ильич Осташев; * 22. März 1924 in Maloje Wassiljewo; † 24. Oktober 1960 in Baikonur) war ein russischer Artillerie-Offizier und Raketentechniker.

## Leben
Als Jugendlicher baute Jewgeni Ostaschew zusammen mit seinem jüngeren Bruder Arkadi nach einer Anleitung aus der populärwissenschaftlichen Zeitschrift Wissen ist Macht ein Teleskop mit 10-facher Vergrößerung auf, das in zwei Ebenen geschwenkt werden konnte. Sie beobachteten den Mond und schwärmten von Flügen zu den Planeten des Sonnensystems. Als Schüler überzeugte er Arkadi von der Weltspitzenstellung der deutschen Wissenschaft und Technik und brachte ihm Deutsch bei. 1941 schloss Arkadi Ostaschew die 9. Klasse der Mittelschule Nr. 32 in Elektrougli ab.
1941 trat Jewgeni Ostaschew in das Moskauer Luftfahrtinstitut (MAI) ein. Jedoch lehnte er nach dem Beginn des Deutsch-Sowjetischen Krieges die Evakuierung zusammen mit dem Institut nach Alma-Ata ab und arbeitete als Dreher in Moskauer Fabriken. Im Herbst 1942 wurde er zur Armee eingezogen und in der Leningrader Artillerieschule ausgebildet. Nach einem halben Jahr wurde er als Unterleutnant an die Stalingrader Front geschickt und kommandierte einen Nachrichtenzug einer Granatwerferkompanie. Darauf führte er einen Granatwerferzug in der 1. Ukrainischen Front unter Wassili Iwanowitsch Tschuikow und war an der Korsun-Schewtschenkowsker Operation und den Kämpfen am Dnestr beteiligt sowie dann in der 1. Weißrussischen Front an den Kämpfen bei Witebsk. In der Schlacht um Berlin führte er eine Granatwerferkompanie. Nach Kriegsende diente er in der Gruppe der Sowjetischen Streitkräfte in Deutschland.
1949 begann Ostaschew an der Dserschinski-Artillerieakademie in Moskau ein Studium der Raketentechnik, das er im Herbst 1955 mit Auszeichnung abschloss. Das angebotene weiterführende Studium lehnte er ab und wurde im Kosmodrom Baikonur Stellvertretender Leiter der Abteilung, die die komplexen Tests der Interkontinentalrakete R-7 durchführte. Nach einem Industriepraktikum und einem Aufenthalt auf dem Raketentestgelände Kapustin Jar leitete er in Baikonur die Abteilung Steuerungssysteme. Beginnend mit dem Sputnik-1-Start war er der Leiter der Raketenstartprozesse. Ab März 1960 leitete er alle Tests und Einsätze der Flüssigkeitsraketentriebwerke der Raketen R-7, R-7A und R-9.
Ostaschew starb am 24. Oktober 1960 in Baikonur bei dem zur Katastrophe führenden Start der R-16-Rakete (Nedelin-Katastrophe). Er fand sein Grab im Gemeinschaftsgrab der Explosionsopfer im Park der Soldaten in der Stadt Baikonur. Die Katastrophe wurde geheim gehalten, und nur der Tod des Hauptmarschalls der Artillerie Mitrofan Iwanowitsch Nedelin „bei einem Flugzeugabsturz“ wurde bekannt gegeben. Erst 1995 wurden die Umstände der Katastrophe der Öffentlichkeit zugänglich gemacht.
Nach Ostaschew wurde eine Straße in Baikonur benannt. 2001 wurde er Ehrenbürger der Stadt Baikonur. In Elektrougli am Geburtshaus der Brüder Ostaschew befindet sich eine Gedenktafel. Im Museum der Strategischen Raketentruppen der Sowjetunion in Wlassicha wird an Ostaschew erinnert.

## Ehrungen
- Orden des Vaterländischen Krieges 2. Klasse
- Orden des Vaterländischen Krieges 1. Klasse
- Orden des Roten Sterns
- Medaille „Für Verdienste im Kampf“
- Medaille „Für die Befreiung Warschaus“
- Medaille „Für die Einnahme Berlins“
- Medaille „Sieg über Deutschland“
- Leninpreis für den Sputnik 1-Flug
- Tapferkeitsorden postum
- Anderen Medaillen.